# Kunstmatige baarmoeder

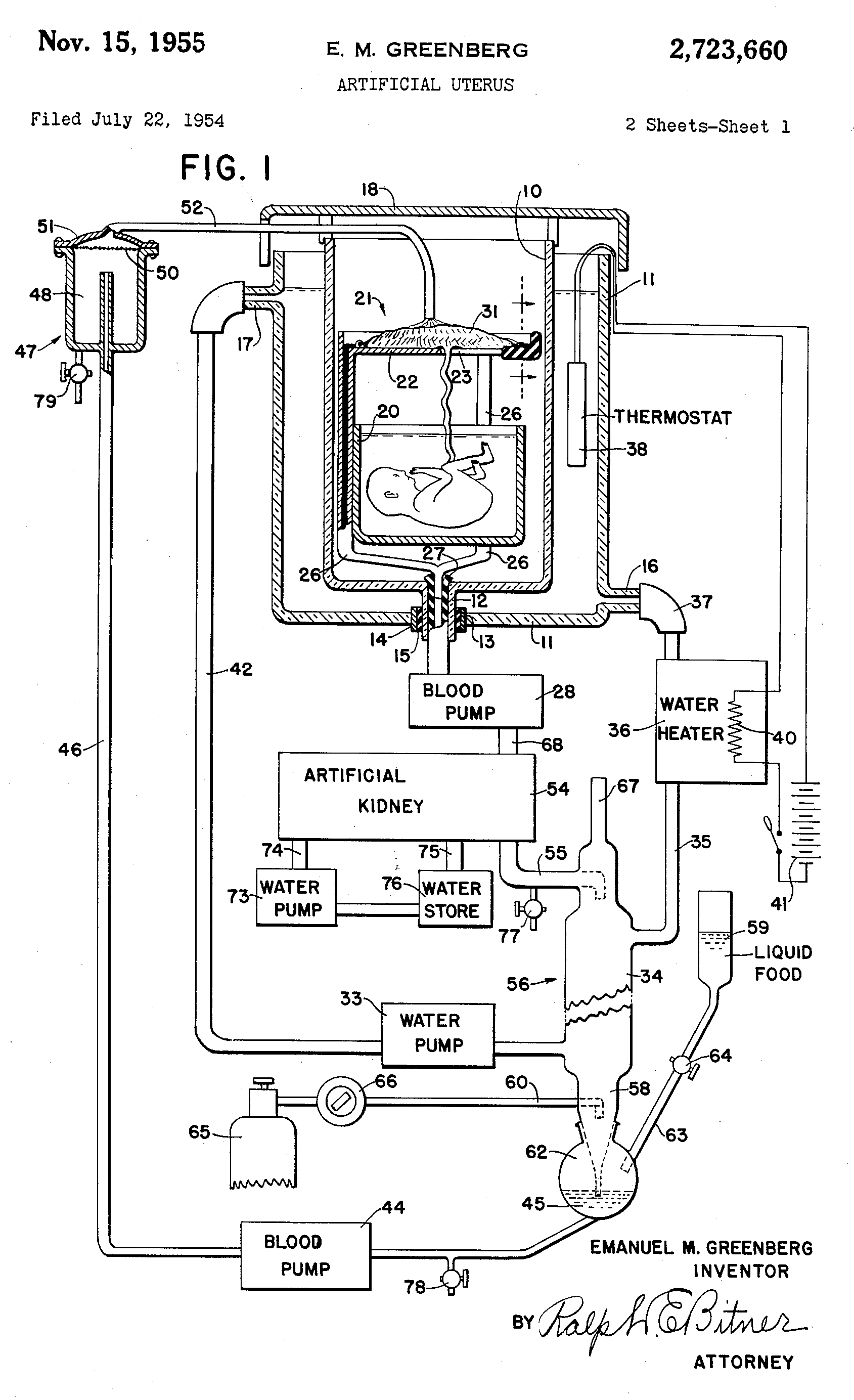
Fig.1: Ontwerp van een kunstmatige baarmoeder van de hand van Emanuel Greenberg uit 1954 (US patent 2723660A)

Een kunstmatige baarmoeder (of artificiële uterus) is een theoretisch/experimenteel instrument, dat buitenlichamelijke zwangerschap of zelfs ectogenese mogelijk zou kunnen maken. Dit apparaat vervangt dan de uterus als orgaan van het betreffende zoogdier dat normaal gesproken de zwangerschap of dracht zou voltooien. Een recent ontwikkelde methode biedt misschien redding aan extreem prematuren; daartoe wordt een foetus vanuit een natuurlijke baarmoeder overgebracht naar een ‘kunstmatige’. Wetenschappers zien – op basis van diverse separaat ontwikkelde technologieën – mogelijkheden om deze methode op termijn een rol te laten spelen voor mensen met een onvervulde kinderwens.

## Geschiedenis

### Concept
De Britse bioloog J.B.S. Haldane was in 1923 de eerste die het idee van ectogenese en een kunstmatige baarmoeder opperde en formuleerde. Emanuel Greenberg schreef drie decennia later diverse artikelen voor het American Journal of Obstetrics and Gynecology over dit onderwerp en toekomstige toepassingen van die techniek. Op 22 juli 1954 diende hij een patent in voor zijn ontwerp van een kunstmatige baarmoeder. Er waren twee tekeningen toegevoegd (zie figuur 1). Het ontwerp zelf bevatte een tank gevuld met amnionvocht waarin het embryo/de foetus zou verblijven, een machine die was aangesloten op de navelstreng, bloedpompen, een kunstnier en een verwarmingelement. Het patent werd hem toegekend op 15 november 1955.

### Experimentele fase
De eerste successen op het gebied van in-vitrofertilisatie en reageerbuisbaby’s in de jaren zeventig brachten verdergaande bespiegelingen omtrent ectogenese teweeg. Deze bespiegelingen leken zich in 1986 in zekere zin te verwerkelijken, toen bij de Juntendo University in Tokyo extra-uteriene foetale incubatie (EUFI) ontwikkeld werd onder leiding van Yoshinori Kuwabara. Tijdens de testfase zijn veertien geitenfoetussen in kunstmatig amnionvocht verzorgd onder vergelijkbare omstandigheden als in een drachtige geit. Kuwabara’s team slaagde er weliswaar in deze foetussen drie weken in leven te houden, maar ondervond veel problemen. Het streven bleef het systeem zodanig te verbeteren, dat het geschikt zou zijn voor mensenfoetussen.

### Huidige status

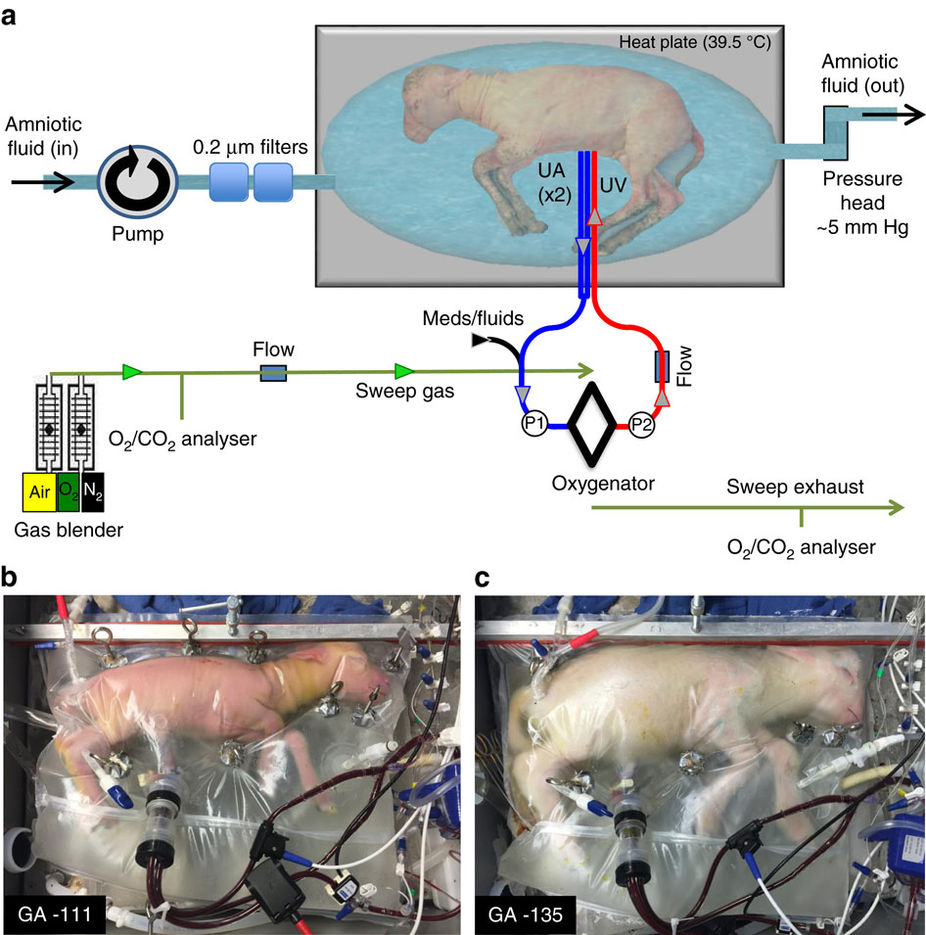
Fig.2: Illustraties van een proefopstelling
(a) Het circuit en de systeemcomponenten van het team van Partridge et al. (2017), bestaand uit een zuurstoftoevoegend circuit met lage weerstand en zonder pomp, kunstmatige amnionvloeistof met doorlopende uitwisseling van vloeistoffen en een interface/uitwisselingsvlak aangesloten op de vaten van de navelstreng. (b) Een representatief lam dat op de leeftijd van 107 dagen in de dracht is gecanuleerd, gefotografeerd na 4 dagen. (c) Hetzelfde lam na 28 dagen, waarbij groei en ontwikkeling te zien zijn.

Onder meer de vooruitgang op het gebied van de ontwikkeling van kunstmatige organen en van de samenstelling van het kunstmatig amnionvocht hebben ertoe geleid dat in 2017 een studie kon worden gepresenteerd door onderzoekers uit het Children's Hospital of Philadelphia onder leiding van Emily Partridge, waarin een buitenbaarmoederlijk systeem een maand lang premature schapenfoetussen in leven hield (ectozwangerschap) (zie figuur 2). De navelstrengen van de lammetjes waren aangesloten op een geavanceerde machine, die de functie van de placenta overnam; dit systeem leverde de zuurstof en voedingsstoffen niet via diffusie, actief transport en het tegenstroomprincipe aan, maar met een canule, waar ook koolstofdioxide en andere afvalstoffen werden afgevangen. De machine stond in een donkere, verwarmde ruimte waar het opgenomen geluid van de hartslag van de moeder van de lammetjes werd afgespeeld. De lammetjes ontwikkelden zich normaal, zodat hun organen goed konden functioneren toen zij uit de ‘kunstmatige baarmoeder’ (‘bio-zak’) werden gehaald; een van de voornaamste problemen bij extreem prematuren – en de hoofdreden voor Partridge en haar team om dit systeem te ontwikkelen – is het feit dat hun organen onvoldoende zijn ontwikkeld voor het leven buiten de baarmoeder van hun moeder.

### Toekomst
Onderzoekers en artsen achten het mogelijk dat bovenstaande methode rond 2027 beschikbaar zal komen voor mensenprematuren. Partridge et al. (2017) deden in de discussie van hun artikel in Nature Communications suggesties voor  klinisch onderzoek, met het oog op de lage overlevingskansen en de grote kans op orgaanschade bij de huidige menselijke extreem prematuren.

## Bio-ethiek
Het ontwikkelen van ‘kunstmatige baarmoeders’, ectozwangerschap en (nu nog speculatieve) ectogenese gaat gepaard met bio-ethische en wettelijke overwegingen; daarnaast heeft dit gevolgen voor reproductieve rechten en hernieuwt het in sommige landen de discussie omtrent abortus provocatus. Daar de foetus bij ectozwangerschap geen deel meer uitmaakt van het lichaam van de moeder (noch hierin verblijft), heeft dit ethische en juridische implicaties en consequenties voor de – bij een geheel natuurlijke zwangerschap automatische – zeggenschap van de moeder over haar foetus in het buitenbaarmoederlijke systeem.
Een ander facet betreft de herwaardering van diverse onderlinge, menselijke verhoudingen ten gevolge van bovengenoemde ontwikkelingen, zoals Aarathi Prasad in 2017 aangaf: "Het vraagt van ons om de vigerende concepten omtrent sekse, genderidentiteit en het ouderschap ter discussie te stellen." De nieuwe technologie zou in de nabije toekomst eventueel uitkomst kunnen bieden aan mensen met een onvervulde kinderwens, onafhankelijk van hun seksuele voorkeur, aangeboren aandoening/genetisch defect of gender.
Tot slot brengen sommigen de binding van de foetus met de moeder te berde, uit de bezorgdheid dat deze in het geval van ectogenese of ontwikkeling in een ‘kunstmatige baarmoeder’ anders zou zijn dan bij andere neonaten. Filosoof Anna Smajdor (2007) wijst deze claim af. En in de laatste situatie geldt min of meer hetzelfde als voor een noodzakelijk verblijf van het premature kind in een couveuse.